# Crisi financera portuguesa
La crisi financera de Portugal de 2011-2014 és la deterioració que es va començar a advertir en els principals indicadors macroeconòmics de la República de Portugal a partir de l'any 2011, i les conseqüències del qual s'han estès en el temps fins a l'actualitat, no només en el pla econòmic sinó també en el polític i el social. Aquesta crisi s'emmarca dins de la crisi del deute sobirà europea i de la crisi econòmica de 2008 que va afectar tots els països del món, i especialment als països desenvolupats.

## Antecedents
Durant el primer trimestre de 2010, abans que comencés la pressió dels mercats, Portugal tenia una de les millors taxes de recuperació econòmica de la UE. Des del punt de vista de les ordres de comandes industrials de Portugal, de les exportacions, de la innovació emprenedora i dels assoliments acadèmics, el país igualava o fins i tot superava, no obstant això, als seus veïns d'Europa Occidental.

### Inicis
Un informe publicat el gener de 2011 pel Diari de Notícias i publicat a Portugal per Gradiva, demostrava que en el període entre la Revolució dels Clavells en 1974 i 2010, el Govern de Portugal havia promogut el sobredespeses i les bombolles d'inversió a través d'aliances públic-privades poc transparents i mitjançant el finançament de nombroses consultories externes ineficients i innecessàries. Això va provocar considerables sobre preus en obres públiques gestionades per l'Estat i al mateix temps va inflar els sous i "bonus" dels executius i màxims responsables. Les polítiques de contractació van provocar l'augment fins a nivells excessius en el nombre de funcionaris públics. Tant els crèdits de risc com el deute públic i els Fons de Cohesió europeus van ser mal gestionats durant prop de quatre dècades. El Gabinet del Primer Ministre José Sòcrates no va ser capaç de preveure això en 2005, i posteriorment es va mostrar incapaç de prendre mesures que alleugessin la situació quan el país es va veure abocat cap a la senda de la fallida en 2011.
Robert Fishman, en el seu article per al periòdic nord-americà The New York Times "Portugal's Unnecessary Bailout" d'abril de 2011, assenyalava que Portugal havia estat víctima de successives onades d'especulació dutes a terme per operadors del mercat de renda fixa, agències de qualificació i especuladors.

### Rescat europeu
El 7 d'abril de 2011, després d'haver negat durant molt temps la necessitat d'un rescat, el primer ministre José Sòcrates finalment va recórrer al Mecanisme Europeu d'Estabilitat Financera i el FMI, amb la finalitat de satisfer les necessitats d'efectiu del país.
El 16 de maig de 2011, els líders de la zona euro van aprovar oficialment un paquet de rescat de 78.000 milions d'euros per a Portugal. El préstec de rescat serà distribuït entre el Mecanisme Europeu d'Estabilitat Financera, el Fondo Europeu d'Estabilitat Financera i el Fondo Monetari Internacional.
D'acord amb el Ministre de Finances portuguès, el tipus mitjà d'interès del préstec de rescat s'esperava que fora d'un 5,1% Com a part del rescat, Portugal es va comprometre a eliminar la seva acció d'or a Portugal Telecom per permetre la seva privatització. Portugal es va convertir al tercer país de la zona euro, després d'Irlanda i Grècia, a rebre un rescat financer.
El 7 de juny de 2012, el Banc Comercial Português (BCP) va rebre 3 mil milions (€) delgovern.
El 6 de juliol de 2011, es va confirmar que l'agència de qualificació Moody's havia portat el rating de Portugal fins al nivell de bo escombraries, apareixent informacions addicionals de Moody's que apuntaven al fet que potser Portugal pogués seguir a Grècia en la necessitat d'un segon rescat.
Al desembre de 2011, es va informar que el dèficit pressupostari estimat de Portugal en 2011 del 4,5% seria significativament menor de l'esperat, gràcies a transferències realitzades a partir de fons de pensions. Això feia que el país estigués en situació d'aconseguir el seu objectiu per 2012 abans de l'esperat. Malgrat el fet que s'esperava que l'economia es contragués un 3% en 2011, el FMI esperava que el país fos capaç de tornar als mercats de deute sobirà a mitjà i llarg termini cap a finals de 2013.

### Cinquè tram del rescat
El 4 de juny de 2012 els tècnics de la "troica" (BCE, FMI i UE) van donar per bones els comptes del país i van ordenar el desemborsament de 4.100 milions d'euros, és a dir, del cinquè tram del "rescat" acordat al maig de 2011 per salvar a Portugal de la fallida i que sumava un total de 78.000 milions d'euros. D'aquesta forma el Govern del conservador Pedro Passos Coelho aconseguia un dels seus objectius primordials: destriar com fos la destinació política del seu país del de Grècia i demostrar que eren dos casos completament diferents (després de quatre exàmens aprovats semblava haver-ho aconseguit).
El compliment dels objectius parcials de dèficit imposats per la Unió Europea per donar llum verda al rescat (l'objectiu últim del qual seria passar del 9,8% del PIB en 2010 al 3% a la fi de 2013) va ser possible gràcies a un duríssim programa d'austeritat, les mesures de la qual més importants van ser retallar les pagues extres d'estiu i Nadal a funcionaris i pensionistes, i pujar l'IVA el gener de 2012 fins al 23%, inclosos molts productes de la cistella de la compra. Segons va anunciar, el govern utilitzaria 6.500 milions del "rescat" que ha rebut fins a aquest moment per recapitalizar als tres principals bancs del país. El relatiu optimisme del govern li va portar a afirmar que esperava que al final de l'any el PIB no retrocedís un 3,3% com estava previst sinó un 3% gràcies al repunt de les exportacions.
El gener de 2013, la Comissió Europea va aprovar la recapitalizació d'un total d'1,1 mil milions d'euros del Banc Internacional de Funchal (Banif).

### Fi del rescat: maig de 2014
Al maig de 2014, Brussel·les va donar llum verda al desemborsament de l'últim tram de l'ajuda a Portugal, 2.600 milions d'euros que completaven els 78.000 milions acordats.
El 17 de maig de 2014 es va donar per finalitzat oficialment el rescat de Portugal amb la marxa definitiva dels inspectors de la troica que han controlat cada dos mesos les finances lusitanes durant els últims tres anys. D'aquesta forma Portugal torna a ser propietària de les seves pròpies decisions.